# Czerepiwka (przystanek kolejowy)
Czerepiwka (ukr. Черепівка) – przystanek kolejowy w pobliżu miejscowości Wełyka Kałyniwka, w rejonie chmielnickim, w obwodzie chmielnickim, na Ukrainie. Położony jest na linii Szepetówka – Chmielnicki.
Nazwa pochodzi od pobliskiej wsi Czerepiwka.